# Ubbo-Sathla
Ubbo-Sathla, även kallad "Den ofödda källan" (The Unbegotten Source), är en fiktiv gudalik varelse skapad av författaren Clark Ashton Smith.
Ubbo-Sathla är en yttre gud (Outer God) i Cthulhu-mytologin. Varelsen stöttes på för första gången i Smiths novell "Ubbo-Sathla" (1932). Ubbo-Sathlas fysiska form är en enorm protoplasmisk massa som vilar i en grotta djupt under markytan. Den är en monstruös fruktbarhet som sporadiskt genererar fram primitiva encelliga organismer. Varelsen vaktar ett antal stentavlor som sägs innehålla de uråldriga gudarnas (Elder Gods) kunskap.